# In Memoriam Dennis Brain
In Memoriam Dennis Brain is een onvoltooide compositie van Benjamin Britten. In de jaren 50 was Dennis Brain een van de meest vooraanstaande hoornisten te wereld. De verslagenheid was dan ook groot toen Brain op 36-jarige leeftijd omkwam tijdens een verkeersongeluk (hij reed tegen een boom). Britten en Brain hadden elkaar al in 1942 ontmoet en Britten had Brain als solist gekozen voor zijn Serenade voor tenor, hoorn en strijkorkest en Canticle IV. Na het overlijden van Brain op 1 september 1957 begon Britten in januari 1958 aan In Memoriam Dennis Brain, een werk dat zijn première zou moeten krijgen tijdens Brittens “eigen” muziekfestifal te Aldeburgh. Maar zoals bij veel gestarte composities rondde Britten het (maar) niet af. Hij had wel een deel van een langzame introductie en het begin van het snelle deel Allegro, maar daar bleef het bij. Een definitieve titel had het werk toen nog niet.
Britten had het volgende instrumentarium op het oog:
- 4 hoorns
- buisklokken
- violen, altviolen, celli, contrabassen

Het werk werd later opgepakt door Colin Matthews, die ooit Britten begeleidde en hem bijstond. Matthews maakte In Memoriam Dennis Brain klaar voor uitvoering (Matthews heeft het nooit over voltooien). Op 11 januari 2005 kregen de twee door Britten gestarte delen hun eerste uitvoering door degenen die ook de NMC Recordings-opname verzorgden, plaats van handeling van de Royal Academy of Music.

## Discografie
- uitgave NMC Recordings: Michael Thompson, Richard Watkins, Peter Francomb, Chis Griffiths (hoorn), Northern Sinfonia o.l.v. Thomas Zehetmair